# Johan IV van Merode
Johan IV van Merode (1411 - 1481) was een Zuid-Nederlands edelman uit het geslacht Van Merode. Hij was de zoon van Richard ("Rikalt") II van Merode en Beatrix van Pietersheim. De hieruit voorkomende tak wordt wel het Huis van Merode-Pietersheim genoemd. 
Johan van Merode was heer van Merode, Pietersheim, Oirschot en Oud-Herlaar. Zijn jongere broer Arnold van Merode (?-1487) was onder andere proost van het Onze-Lieve-Vrouwekapittel te Maastricht en domproost van Aken.
Hij trouwde in 1451 met Aleida van Horne (1425-?). Zij was een dochter van Jan van Horne (1395-1447), heer van Perwijs, Duffel, Kranenburg en Herlaar, en Mathilde van Reifferscheidt. Hun kinderen waren:
- Johan van Merode (1455)
- Jan VII van Merode (1455-1485)
- Richard IV van Merode (1460-1523)
- Beatrix van Merode (1460)
- Margaretha van Merode (1460)